# Flying Colors
Flying Colors — американская рок-супергруппа, образованная бывшим барабанщиком Dream Theater Майком Портным и гитаристом Deep Purple Стивом Морсом. В группу также вошли Кейси Макферсон, Нил Морс и Дэйв Ляру. Одноименный дебютный альбом вышел 27 марта 2012 года.

## Дискография

### Студийные альбомы
- Flying Colors (2012)
- Second Nature (2014)
- Third Degree (2019)

### Концертные альбомы
- Live in Europe (2013)
- Second Flight: Live at the Z7 (2015)

## Состав
- Кейси Макферсон — вокал, клавишные, ритм-гитара
- Стив Морс — лид-гитара
- Нил Морс — клавиши, вокал
- Дэйв Ляру — бас
- Майк Портной — ударные